# Erlanger (cráter)

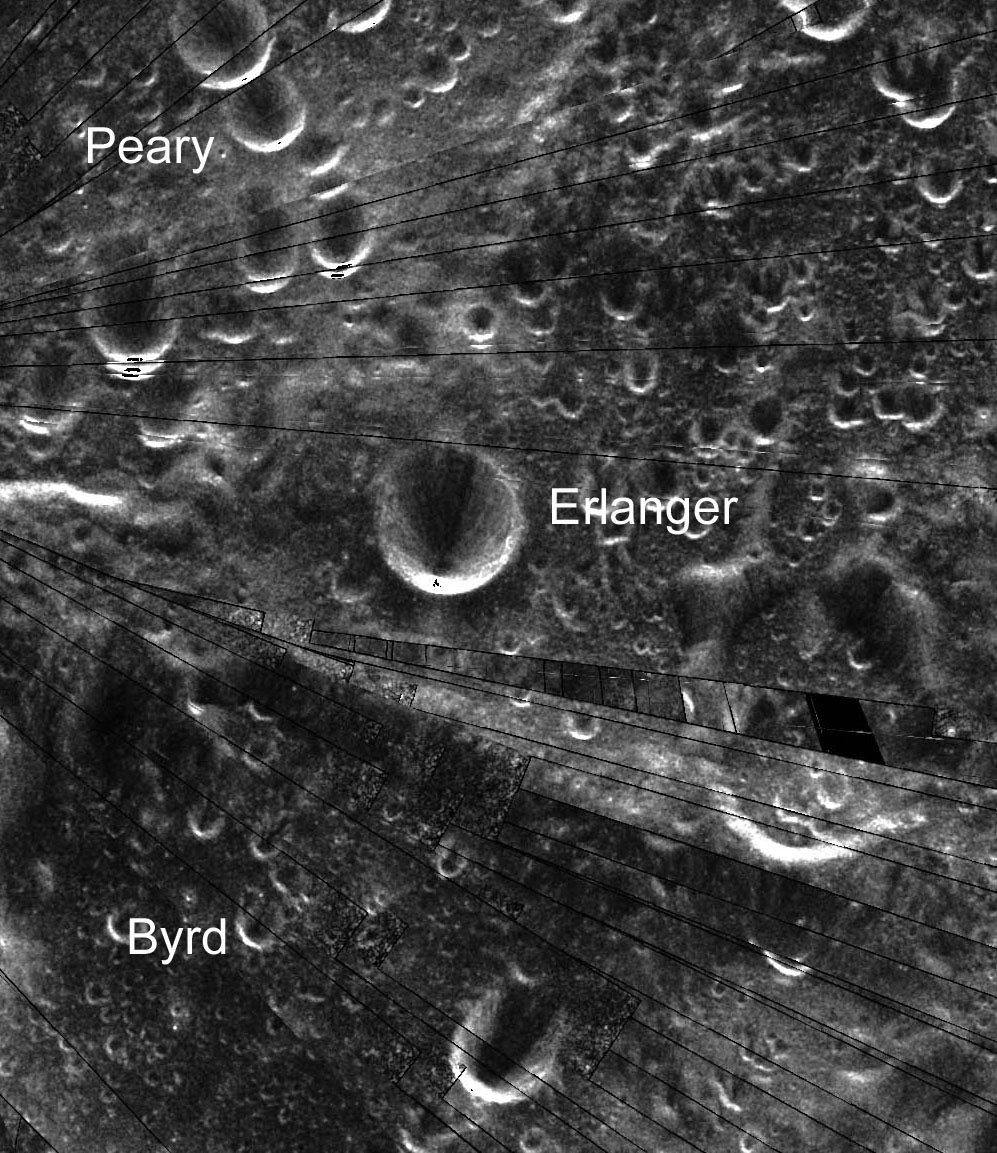
Imagen del radar Mini-SAR del cráter Erlanger (misión Chandrayaan-1)

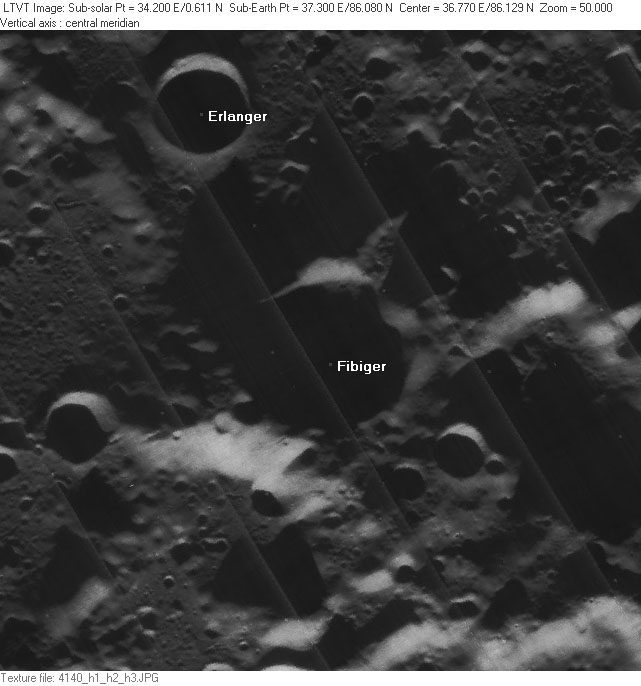
Imagen Lunar Orbiter 4

Erlanger es un cráter de impacto muy profundo que se encuentra cerca del Polo Norte lunar. Está situado entre los cráteres Peary y Byrd, muy cerca del borde de este último.
Debido a su posición y su profundidad, dado que el eje de la Luna solo está inclinado alrededor de 1,5 grados, la luz solar rara vez ilumina su interior, por lo que se espera que en su fondo pueda haber acumulado hielo cometario.
El cráter recibió su nombre junto con otros 18 cráteres el 22 de enero de 2009 por decisión de la UAI. Fue nombrado en memoria del fisiólogo estadounidense y ganador del Premio Nobel en 1944 Joseph Erlanger.